# ژولین بواسلیه
ژولین بواسلیه (فرانسوی: Julien Boisselier‎؛ زادهٔ ۲۶ مهٔ ۱۹۷۰) بازیگر اهل کشور فرانسه است. وی در شهر نانت زاده و بزرگ شد. بعدها به پاریس مهاجرت و در زمینهٔ کمدی تحصیل کرد. وی همسر ملانی لوران بوده‌است.
از فیلم‌هایی که وی در آن نقش داشته‌است می‌توان به زانادو، نگران نباش، حال من خوب است، نمایندگان زن و شارل کبیر اشاره کرد.